# 터치 (잡지)
《터치》는 대원에서 발행하던 대한민국의 격주간 만화 잡지인데 매월 첫 주와 3주에 발행되었다. 1993년 5월 7일 창간되어 1995년 9월 1일 폐간되었다. 단행본 레이블은 "터치 코믹스"(TOUCH COMICS)이었다. 《터치》에서 연재되다가 《Issue》로 이전된 작품의 단행본의 레이블은 "터치 코믹스"로 유지되었다.

## 연재 작품
- 내 사랑 앨리스
- 명태자 뎐
- 아기와 나
- 열왕대전기

## 같이 보기
- Issue
- 댕기
- 윙크